# Italo Montemezzi
Italo Montemezzi, italijanski operni skladatelj, * 31. maj 1875, Vigasio blizu Verone, Italija, † 15. maj 1952, Vigasio blizu Verone.

## Življenje
Glasbo je študiral na milanskem konservatoriju. Leta 1919 je prvič zaradi premiere svoje opere obiskal ZDA, kjer je nato v južni Kaliforniji med letoma 1939 in 1949 tudi živel. V glasbenem izrazu je združeval tradicijo italijanske opere z Wagnerjevimi in Debussyjevimi vplivi. Njegovo najbolj znano delo je opera v treh dejanjih Ljubezen treh kraljev, ki je bila krstno uprizorjena 10. aprila 1913 v milanski Scali. Z njo je Montemezzi hitro dosegel mednarodni sloves. Opera je bila nato do druge vojne še posebej priljubljena v ZDA. Slovenska premiera opere je bila leta 1929 v ljubljanski Operi.

## Opere (izbor)
- Giovanni Gallurese (1905)
- Hellera (1909)
- La nave (1918)
- La notte di Zoraima (1931)